# Thomas Byles
Isten szolgája Thomas Roussel Davids Byles (Leeds, 1870. február 26. – elhunyt a tengeren, 1912. április 15.) angol katolikus pap. Byles az RMS Titanic fedélzetén maradt, ahol gyóntatott és feloldozást adott, miközben a hajó elsüllyedt, miután nekiütközött egy jéghegynek. Holtteste nem került elő, vagy nem azonosították.

## Fiatalkora
Roussel Davids Byles-ként született Leedsben, Yorkshire megyében, egy kongregacionalista lelkész, Alferd Holden Byles hét gyermeke közül a legidősebbikként. Édesanyja Louisa Davids. A Leamington College-be és a Rossall Schoolba járt Fleetwoodban (Lancashire) 1885 és 1889 között, majd Oxfordban, a Balliol College-ben 1889-ben teológiát tanult, és 1894-ben lediplomázott Bachelor of Arts fokozatban. 
Midőn Oxfordban Byles megtért a római katolikus hitre, felvette a Thomas nevet. 1899-ben papként tanult tovább a Beda College-ben, Rómában, és 1902-ben felszentelték. 1905-ben a St Helen-plébániára jelölték ki Chipping Ongarban (Essex).

## A Titanicon
A fiatalabb testvére, William esküvőjére kapott meghívás sarkallta arra, hogy New Yorkba utazzon. Az ütközés reggelén, 1912. április 14-én, virágvasárnap szentmisét mondott a másod- és harmadosztályú utasoknak. Szentbeszédében megemlítette, hogy lelki mentőcsónakra, vagyis imádságra és a szentségekre van szükség a lelki hajótörés, vagyis a kísértések idején.
Byles a felső fedélzeten sétált a breviáriumot imádkozva, amikor a Titanic nekiütközött a jéghegynek. Mialatt a hajó süllyedt, sok harmadosztályú utast segített fel a fedélzetre és a mentőcsónakokra. Állítólag kétszer utasított vissza egy helyet a mentőcsónakban. A süllyedés kritikus időszakában elmondta a rózsafüzért és más imádságokat, illetve gyóntatott, és feloldozást adott több mint száz utasnak, akik csapdában maradtak a hajó tatján, miután az összes mentőcsónakot vízre bocsátották. Holttestét, ha ki is húzták, sohasem azonosították. Emlékére testvérei egy ajtót helyeztek el a St Helen katolikus templomban, Chipping Ongarban (Essex). (Szent) X. Piusz pápa később úgy jellemezte Bylest, mint az Egyház egy vértanúját.
2015 áprilisában Graham Smith, a St Helen Church papja Alan Williams, a brentwoodi egyházmegye püspökének támogatásával megtette az első lépéseket, hogy Bylest szentté avassák.
A Titanic katasztrófáját megörökítő filmekben többször is megjelenítették Bylest. 1953-ban Richard Basehart alakította a Titanic című filmben. Az 1979-es S.O.S. Titanic című filmben Matthew Guinness játszotta el. Az 1997-ben bemutatott Titanic című filmben James Lancaster alakította, amint a Jelenések 21,4 szavait mondja. Történetét a Candy Crosby által írt A Titanic Hero: Thomas Byles című könyv is megörökíti, mely Byles fiatalkorát, lelkipásztorkodásának éveit és a Titanic fedélzetén töltött utolsó óráit dokumentálja.

## Fordítás
- Ez a szócikk részben vagy egészben  a   Thomas Byles című angol Wikipédia-szócikk fordításán alapul.  Az eredeti cikk szerkesztőit annak laptörténete sorolja fel. Ez a jelzés csupán a megfogalmazás eredetét és a szerzői jogokat jelzi, nem szolgál a cikkben szereplő információk forrásmegjelöléseként.

1. 1 2 3  Encyclopedia Titanica (angol nyelven)